# Tibitibrug (brug)
De Tibitibrug is een brug over de rivier Tibiti in het district Para in Suriname. De brug vormt een verbinding in de weg van Zanderij naar West-Suriname.
Over de brug vindt veel houttransport plaats waardoor de brug geregeld beschadigd raakte.